# Ramona (pålæg)
|  | For andre betydninger, se Ramona |
Ramona var en type smørepålæg, som blev solgt i Danmark under og efter anden verdenskrig. Det gulerodsbaserede pålæg kom fra Otto Mønsted og udgik, da importen af konkurrerende produkter blev genoptaget efter krigen.